# گریک تاون (تورنتو)
گریک تاون (انگلیسی: Greektown, Toronto) همچنین به عنوان دانفورث شناخته می‌شود، یک محله تجاری-مسکونی و منطقه قومی در تورنتو، انتاریو، کانادا است.